# Priene

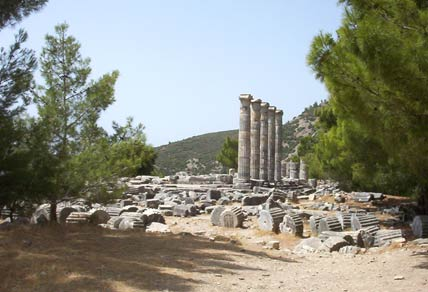
Ruiny świątyni Ateny

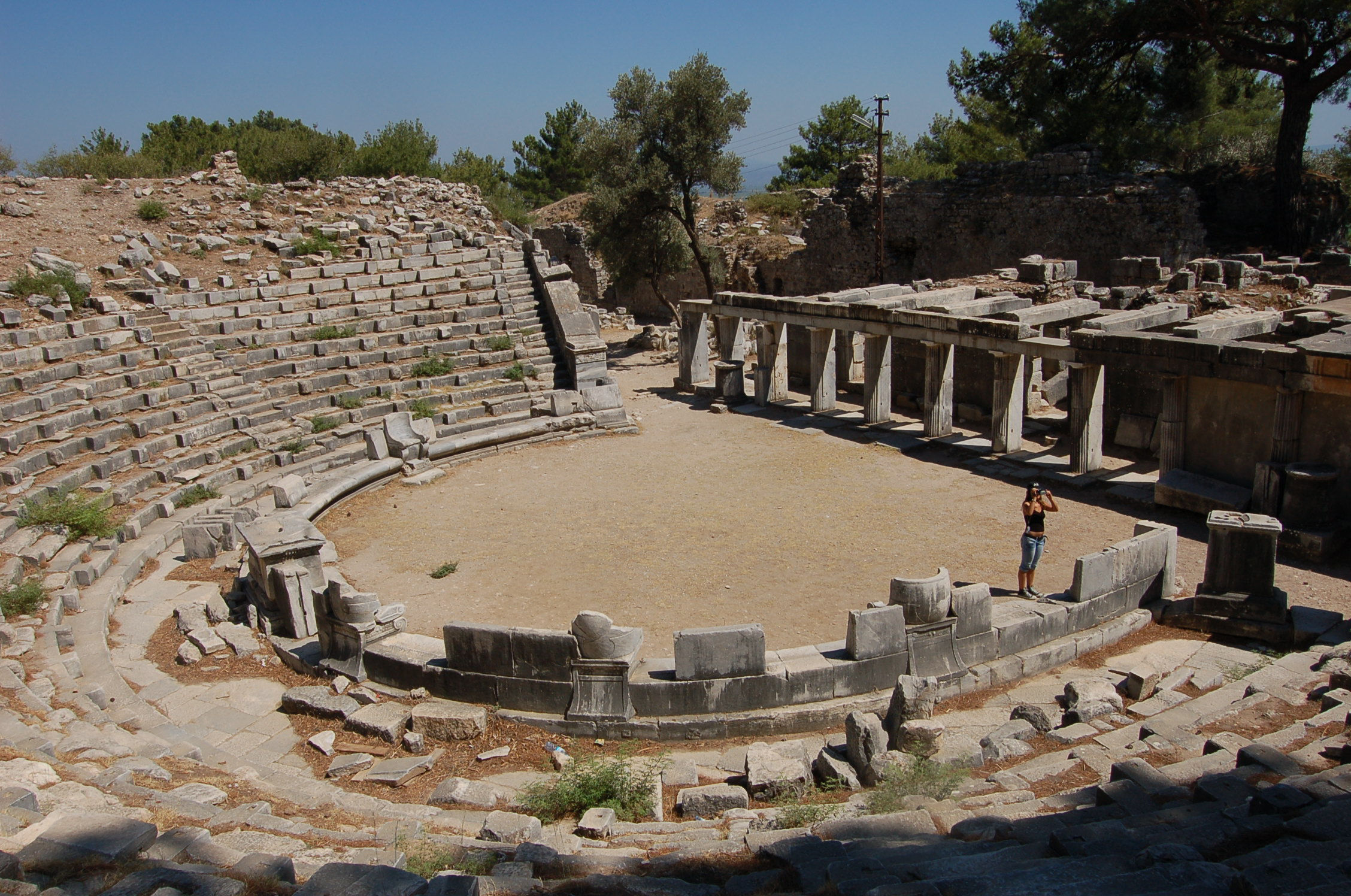
Teatr

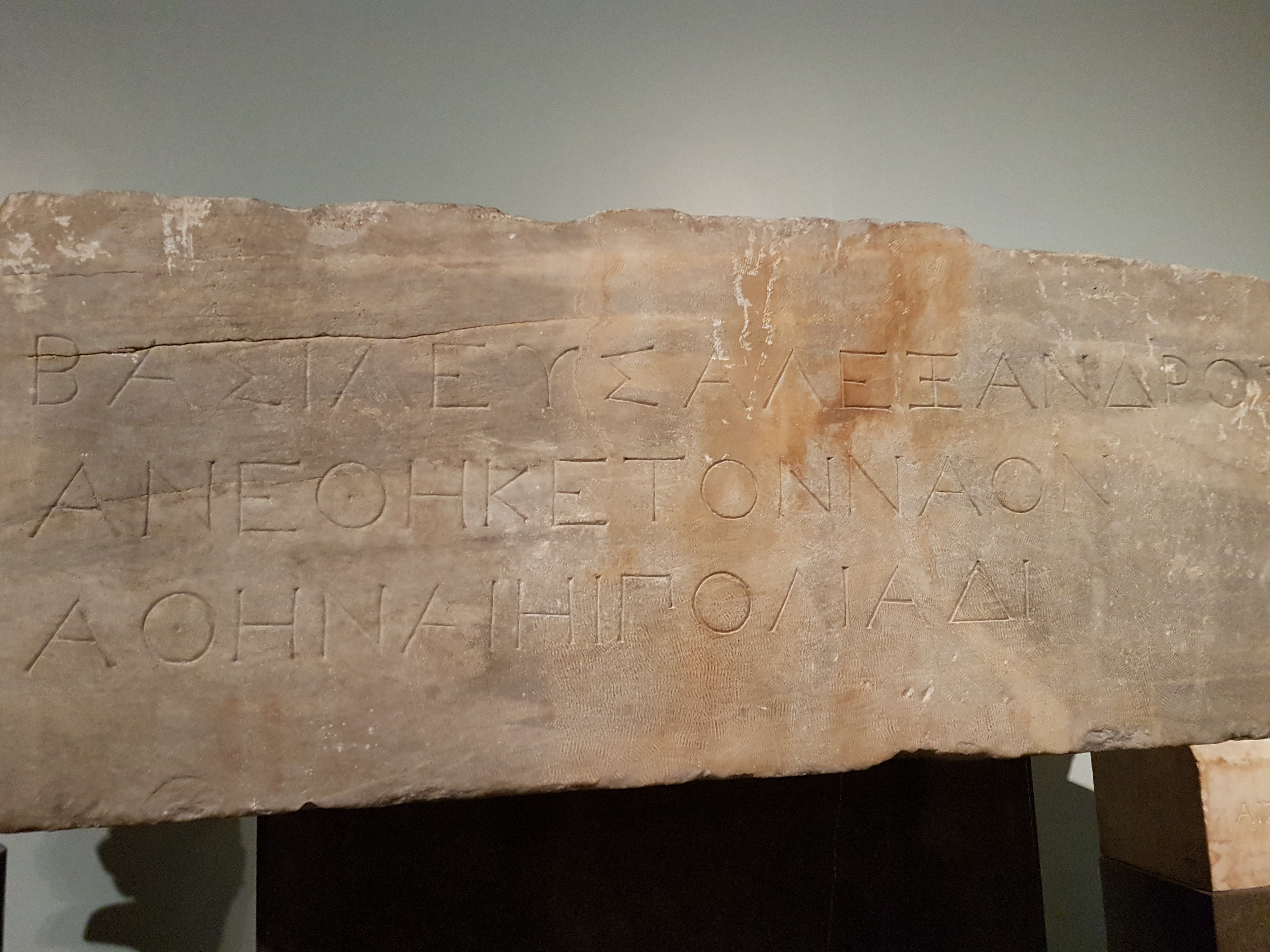
Marmurowy blok ze świątyni Ateny Polias z inskrypcją upamiętniającą donację Aleksandra Wielkiego

Priene (Priena) – miasto jońskie leżące u ujścia rzeki Meander do dawnej Zatoki Latmijskiej (ruiny niedaleko współczesnej wsi Güllübahçe), w czasach przedjońskich zwane Kadme, obecnie stanowisko archeologiczne w Turcji.
Miasto zostało założone przez Ajgyptosa, wnuka Kodrosa. Podzieliło los większości miast jońskich i wpadło pod jarzmo Cyrusa. Za nielojalność i nieposłuszeństwo Persowie wywieźli ludność miasta. W 441 p.n.e. między Samos a Miletem wybuchła wojna o Priene. Kiedy miasto wpadło w ręce Macedończyków, Aleksander Wielki postanowił je przebudować. Zaprojektowano nowe założenie urbanistyczne oparte na siatce ulic, tzw. system hippodamejski, zlokalizowane na czterech tarasach na stoku wzgórza zwróconego w stronę doliny rzeki. Miasto przecinały ulice równoległe i prostopadłe do siebie, a odległości między nimi określała insula – zespół domu mieszkalnego. Siedem ulic biegnących na osi wschód-zachód znajdowało się mniej więcej na równym poziomie, co umożliwiało ruch kołowy, natomiast piętnaście węższych na osi północ-południe często przechodziło w schody. Priene leży na stoku nachylonym ku południowi w stronę równiny, na której wije się zakolami Meander. Centrum miasta z agorą, budowlami publicznymi i świątynią Zeusa usytuowano na drugim tarasie, powyżej znajdowało się sanktuarium Ateny Polias (gdzie znaleziono marmurowy blok z inskrypcją donacyjną Aleksandra Wielkiego), teatr i górny gimnazjon, na najwyższym tarasie sanktuarium Demeter, na najniższym zaś dolny gimnazjon i stadion. Na północ od miasta wznosiło się wzgórze, które stanowiło akropol. Całość, czyli akropol i dolne miasto, otaczał mur obronny.
W okresie hellenistycznym Priene liczyło 20 tysięcy wolnych mieszkańców.
Najważniejsze budowle: świątynia Asklepiosa z IV w. p.n.e., świątynia Ateny z 335 p.n.e. projektu Pyteosa, sanktuarium Demeter, teatr z 300 p.n.e. i Święta Stoa (II w. p.n.e.) na agorze.
Rodzinne miasto filozofa Biasa z Prieny.
Wykopaliska w Priene prowadziła w latach 1895-1898 ekspedycja niemiecka pod kierunkiem Carla Humanna i Theodora Wieganda.